# Sztriptíz (film)
A Sztriptíz (eredeti cím: Striptease) 1996-ban bemutatott amerikai bűnügyi filmvígjáték-dráma, melyet Andrew Bergman írt és rendezett. A forgatókönyv alapjául Carl Hiaasen azonos című regénye szolgált. A főbb szerepekben Demi Moore, Armand Assante, Ving Rhames, Robert Patrick és Burt Reynolds látható.
Moore a szerepért 12,5 millió dollárt kapott. Ez a film készítése idején rekordösszegnek számított és Moore-t az addigi legmagasabb fizetésű színésznővé tette. Az Amerikai Egyesült Államokban 1996. június 28-án mutatták be a mozikban a Columbia Pictures forgalmazásában. 50 milliós költségvetés mellett 113 millió dolláros bevételt termelt, a kritikusok azonban egyhangúlag negatívan fogadták. A valaha készült legrosszabb filmek közt tartják számon és Moore színészi karrierjét is visszavetette. A 17. Arany Málna-gálán hat díjat vehetett át, köztük a legrosszabb filmnek járót is.

## Cselekmény
Erin Grant az FBI-nál dolgozott titkárnőként. Bűnöző ex-férje, Darrell miatt elveszítette állását és a bíróságon kislányuk, Angela szülői felügyeleti jogát is. Hogy fellebbezhessen, pénzre van szüksége, ezért Erin sztriptíztáncosnőként vállal munkát a Cuncimókus (Eager Beaver) nevű bárban, Miamiban. 
David Dilbeck kongresszusi képviselő a bárba látogat, ahol elbűvöli az új táncosnő. Egy másik vendég is szemet vet Erinre és segíteni próbál neki: állítása szerint terhelő bizonyítékai van a korrupt Dilbeckkel szemben és ezt zsarolásként felhasználhatja, hogy a képviselőt a bíró döntés megváltoztatására kényszerítse. Dilbeck azonban félti a pozícióját és megöleti a zsarolót. Erin eközben visszaszerzi lányát a hanyag szülőnek bizonyuló Darrelltől.
A képviselő meghívja Erint egy magánszám előadására és a szeretőjévé, majd a feleségévé akarja tenni. Dilbeck  emberei szerint a nő túl sokat tud, ezért egyesek úgy vélik, végezni kell vele, mások a kislányával zsarolnák meg és bírnák hallgatásra. Erin és egy Al Garcia nevű rendőr gyanakodni kezd, hogy Dilbeck áll a gyilkosság mögött és tervet eszelnek ki a lebuktatására. Erin ráveszi egy terhelő vallomás megtételére, amit titokban rögzítenek és a férfit hamarosan letartóztatják.
Erin visszaszerzi titkárnői munkáját és teljes körű szülői felügyeleti jogot kap. Darrellt elítélik és börtönbe zárják.

## Szereplők
| Színész            | Szerep                               | Magyar hang        |
| ------------------ | ------------------------------------ | ------------------ |
| Demi Moore         | Erin Grant                           | Tóth Enikő         |
| Armand Assante     | Al Garcia hadnagy                    | Gáti Oszkár        |
| Ving Rhames        | "Shad"                               | Hankó Attila       |
| Robert Patrick     | Darrell Grant                        | Józsa Imre         |
| Burt Reynolds      | David Dilbeck kongresszusi képviselő | Tordy Géza         |
| Paul Guilfoyle     | Malcolm Moldowsky                    | Forgács Gábor      |
| Jerry Grayson      | Orly                                 | Szersén Gyula      |
| Rumer Willis       | Angela Grant                         | Molnár Ilona       |
| Robert Stanton     | Erb Crandal                          | Haás Vander Péter  |
| William Hill       | Jerry Killian                        | Szűcs Sándor       |
| Stuart Pankin      | Alan Mordecai                        | Várkonyi András    |
| Dina Spybey        | Monique Jr.                          | Farkasinszky Edit  |
| PaSean Wilson      | Sabrina Hepburn                      | Kocsis Mariann     |
| Pandora Peaks      | Urbana Sprawl                        | Andresz Kati       |
| Barbara Alyn Woods | Lorelei                              | Antal Olga         |
| Kimberly Flynn     | Ariel Sharon                         | Nyírő Bea          |
| Rena Riffel        | Tiffany                              | Kiss Erika         |
| Siobhan Fallon     | Rita Grant                           | Prókai Annamária   |
| Gary Basaraba      | Alberto                              |                    |
| Gianni Russo       | Willy Rojo                           | Áron László        |
| Frances Fisher     | Donna Garcia                         | Menszátor Magdolna |

## Fordítás
- Ez a szócikk részben vagy egészben  a   Striptease (film) című angol Wikipédia-szócikk fordításán alapul.  Az eredeti cikk szerkesztőit annak laptörténete sorolja fel. Ez a jelzés csupán a megfogalmazás eredetét és a szerzői jogokat jelzi, nem szolgál a cikkben szereplő információk forrásmegjelöléseként.

## Kapcsolódó szócikk
- Showgirls – 1995-ben bemutatott, hasonló témájú film, mely szintén számos Arany Málnát nyert